# Uncinus
Uncinus is het tweede deel in de naam van wolkensoorten, die worden gebruikt als onderdeel van een internationaal systeem om wolken te classificeren naar eigenschap volgens de internationale wolkenclassificatie. Uncinus betekent haakvormig of klauwvormig. Als afkorting heeft uncinus unc. Er bestaat 1 wolkensoort die uncinus als tweede deel van zijn naam heeft:
- Cirrus uncinus (Ci unc)

Uncinuswolken zijn haakvormig wolken zonder zichtbare kop met langgerekte toefjes en lijken op een langgerekte komma.